# Privolški savezni okrug
Privolški savezni okrug (ruski: Приво́лжский федера́льный о́круг) je jedan od sedam ruskih saveznih okruga.
Nalazi se u jugoistočnom dijelu europskog dijela Ruske Federacije.
Aleksandr Konovalov je imenovan polpredom Privolškog saveznog okruga na dan 14. studenog, 2005.
Privolški savezni okrug obuhvaća iduće upravne jedinice:
| 1. Baškirija 2. Čuvašija 3. Kirovska oblast 4. Marij El 5. Mordovija 6. Nižnjenovgorodska oblast 7. Orenburška oblast 8. Penzenska oblast 9. Permski kraj 10. Samarska oblast 11. Saratovska oblast 12. Tatarstan 13. Udmurtija 14. Uljanovska oblast |

## Vanjska poveznica
- (engl.) Temeljne obavijesti o Privolškom saveznom okrugu.